# Kanurennsport-Europameisterschaften 1959
Die Kanurennsport-Europameisterschaften 1959 fanden in Duisburg in Deutschland statt. Es waren die 5. Europameisterschaften, Ausrichter war der Internationale Kanuverband.

## Ergebnisse
Insgesamt wurden Wettbewerbe in 15 Kategorien ausgetragen, davon zwei für Frauen.

### Herren

#### Kanadier
| Disziplin | Disziplin | Gold                                              | Leistung     | Silber                                    | Leistung     | Bronze                                    | Leistung     |
| --------- | --------- | ------------------------------------------------- | ------------ | ----------------------------------------- | ------------ | ----------------------------------------- | ------------ |
| C1        | 1.000 m   | Simion Ismailciuc                                 | 4:54,60 min  | János Parti                               | 4:58,80 min  | Vadim Belyaev                             | 4:59,20 min  |
| C1        | 10.000 m  | János Parti                                       | 53:23,30 min | Gennadi Bucharin                          | 53:32,40 min | Jiři Elias                                | 54:12,60 min |
| C2        | 1.000 m   | UngarnGyula Demeter József Hunics                 | 4:51,00 min  | RumänienLavrente Sidorov Lavrente Calinov | 4:57,0 min   | RumänienAlexe Iacovici Alexe Dumitru      | 4:59,0 min   |
| C2        | 10.000 m  | SowjetunionStepan Oschtschepkow Alexander Silajew | 50:14,60 min | UngarnGyula Demeter József Hunics         | 50:57,90 min | RumänienLavrente Sidorov Lavrente Calinov | 51:06,30 min |

#### Kajak
| Disziplin | Disziplin     | Gold                                                                                           | Leistung     | Silber                                                                 | Leistung     | Bronze                                                                                   | Leistung     |
| --------- | ------------- | ---------------------------------------------------------------------------------------------- | ------------ | ---------------------------------------------------------------------- | ------------ | ---------------------------------------------------------------------------------------- | ------------ |
| K1        | 500 Meter     | Stefan Kapłaniak                                                                               | 2:02,90 min  | Carl von Gerber                                                        | 2:03,70 min  | György Mészáros                                                                          | 2:04,00 min  |
| K1        | 1.000 Meter   | Imre Szöllősi                                                                                  | 4:10,10 min  | Lajos Kiss                                                             | 4:14,20 min  | Ronald Rhodes                                                                            | 4:15,80 min  |
| K1        | 10.000 Meter  | Ferenc Hatlaczky                                                                               | 45:03,10 min | Stig Andersson                                                         | 45:04,40 min | György Czink                                                                             | 45:12,90 min |
| K1        | 4 × 500 Meter | BR DeutschlandBernhard Schultze Wolfgang Lange Helmut Schneider Meinrad Miltenberger           | 8:01,20 min  | UngarnLászló Nagy László Kovács György Mészáros Lajos Kiss             | 8:03,40 min  | PolenStefan Kapłaniak Władysław Zieliński Ryszard Skwarski Kazimirz Koscieras            | 8:05,70 min  |
| K2        | 500 Meter     | UngarnGyörgy Mészáros András Szente                                                            | 1:47,60 min  | UngarnLászló Nagy László Kovács                                        | 1:49,30 min  | PolenIvan Zieliński Władysław Zieliński                                                  | ? min        |
| K2        | 1.000 Meter   | UngarnGyörgy Mészáros András Szente                                                            | 3:41,10 min  | UngarnImre Szöllősi János Petroczy                                     | 3:44,40 min  | BR DeutschlandHelmut Stocker Franz Troidl                                                | 3:45,40 min  |
| K2        | 10.000 Meter  | UngarnImre Szöllősi János Petroczy                                                             | 41:05,80 min | BR DeutschlandWilhelm Schlüssel Heinz Ackers                           | 41:14,20 min | UngarnJános Urányi László Fábián                                                         | 41:34,20 min |
| K4        | 1.000 Meter   | Deutsche Demokratische RepublikWolfgang Lange Dieter Krause Siegfried Roßberg Günter Perleberg | 3:25,90 min  | BR DeutschlandMichel Scheuer Georg Lietz Heinz Hell Theodor Kleine     | 3:28,70 min  | BR DeutschlandGünter Krüger Walter Sander Karl Berghausen Hubert Bigel                   | 3:28,90 min  |
| K4        | 10.000 Meter  | BR DeutschlandMichel Scheuer Georg Lietz Heinz Hell Theodor Kleine                             | 35:33,60 min | BR DeutschlandGünter Krüger Walter Sander Karl Berghausen Hubert Bigel | 35:33,00 min | Deutsche Demokratische RepublikWerner Jahn Klaus Lammert Siegfried Roßberg Walter Kresse | 36:45,40 min |

### Frauen

#### Kajak
| Disziplin | Disziplin | Gold                                            | Leistung    | Silber                                     | Leistung    | Bronze                                     | Leistung    |
| --------- | --------- | ----------------------------------------------- | ----------- | ------------------------------------------ | ----------- | ------------------------------------------ | ----------- |
| K1        | 600 Meter | Jelisaweta Kislowa                              | 2:21,30 min | Antonina Seredina                          | 2:21,90 min | Klára Fried-Bánfalvi                       | 2:23,60 min |
| K2        | 600 Meter | SowjetunionJelisaweta Kislowa Antonina Seredina | 2:03,80 min | SowjetunionMarija Schubina Nina Grusinzewa | 2:04,80 min | BR DeutschlandTherese Zenz Ingrid Hartmann | 2:06,50 min |

## Medaillenspiegel
| Platz  | Land                            | Gold | Silber | Bronze | Gesamt |
| ------ | ------------------------------- | ---- | ------ | ------ | ------ |
| 1      | Ungarn                          | 7    | 6      | 4      | 17     |
| 2      | Sowjetunion                     | 3    | 3      | 1      | 7      |
| 3      | BR Deutschland                  | 2    | 3      | 3      | 8      |
| 4      | Rumänien                        | 1    | 1      | 2      | 4      |
| 5      | Polen                           | 1    | 0      | 2      | 3      |
| 6      | Deutsche Demokratische Republik | 1    | 0      | 1      | 2      |
| 7      | Schweden                        | 0    | 2      | 0      | 2      |
| 8      | Tschechoslowakei                | 0    | 0      | 1      | 1      |
| 8      | Vereinigtes Königreich          | 0    | 0      | 1      | 1      |
| Gesamt |                                 | 15   | 15     | 15     | 45     |